# اسماعیل غربی
اسماعیل غربی (انگلیسی: Ismaël Gharbi؛ زادهٔ ۱۰ آوریل ۲۰۰۴) بازیکن فوتبال اهل فرانسه است.
از باشگاه‌هایی که در آن بازی کرده‌است می‌توان به باشگاه فوتبال پاری سن ژرمن و باشگاه فوتبال پاریس اف سی اشاره کرد.
وی همچنین در تیم ملی فوتبال زیر ۱۸ سال فرانسه بازی کرده‌است.